# Miomanzia
La miomanzia è una forma di divinazione che si basa sulla comparsa, sul colore e sui versi emessi dai topi. Un'ampia gamma di predizioni, dalle guerre alle carestie, si fondava sull'osservazione diretta dei topi, a volte dei ratti, come pure i segni indicatori della loro presenza, quali le impronte o i morsi. 
Lo storico greco Erodoto riferisce che un'invasione di questi roditori precedette la sconfitta dell'esercito di Sennacherib; ma quella fu una faccenda pratica, più che un vaticinio, perché i topi rosicchiarono le faretre e le frecce dei soldati lasciandoli praticamente disarmati.